# Gmina Coffins Grove

Położenie Gminy Coffins Grove w hrabstwie Delaware

Gmina Coffins Grove (ang. Coffins Grove Township) – gmina w USA, w stanie Iowa, w hrabstwie Delaware. Według danych z 2000 roku gmina miała 615 mieszkańców, a jej powierzchnia wynosi 94,67 km².